# Dinastia Sailendra

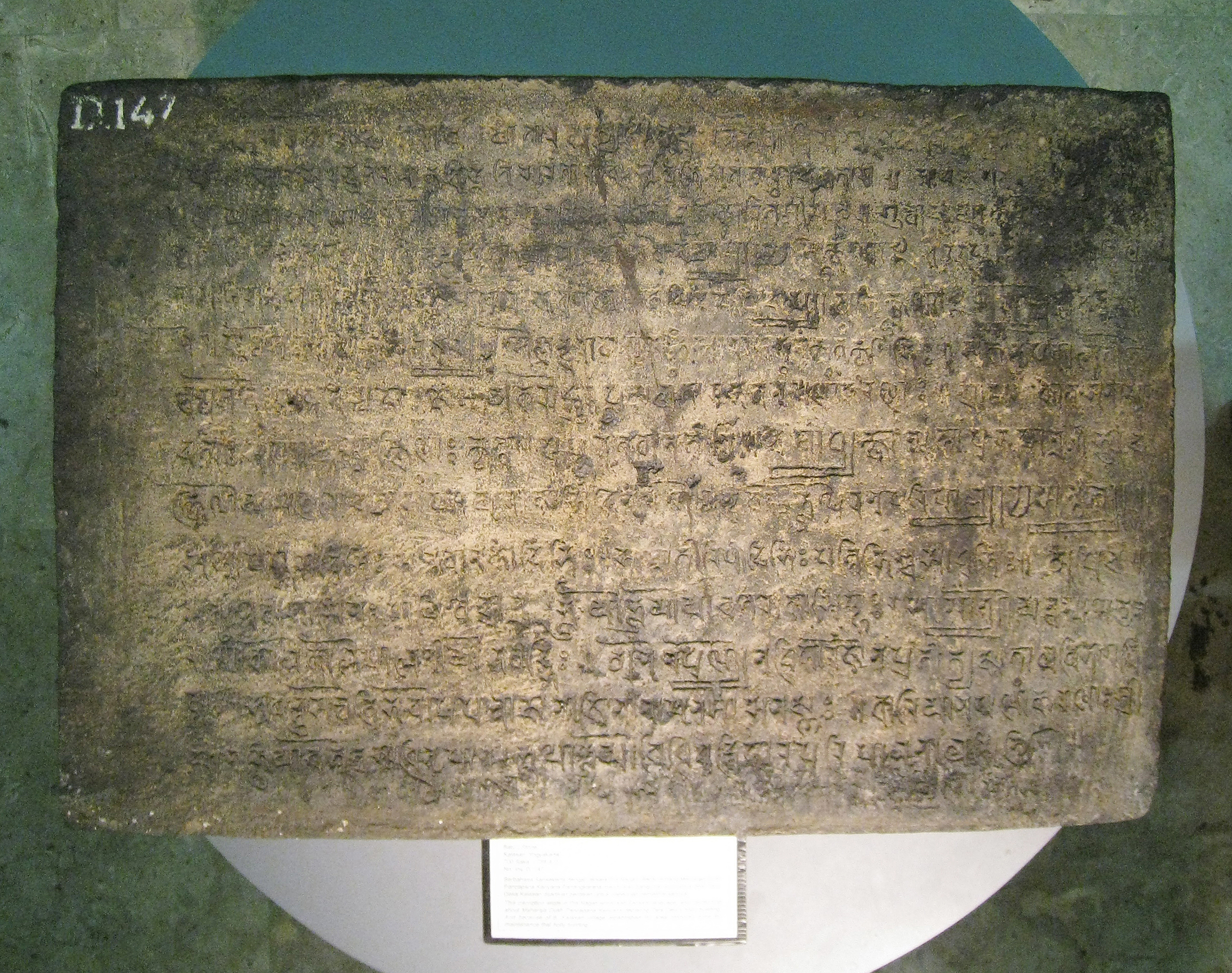
(778)

A Dinastia Sailendra (IAST: Śailēndra, derivado da combinação das palavras sânscritas Śaila e Indra, que significam "Rei da Montanha"; também grafada Shailendra, Syailendra, Selendra, Çailendra e Sjailendra) foi uma importante dinastia indonésia que surgiu no século VIII em Java, cujo reinado marcou um renascimento cultural na região. Os Sailendras promoveram ativamente o budismo maaiana e erigiram vários monumentos na planície de Kedu de Java Central, um deles a colossal estupa de Borobudur, classificada como Património Mundial da Humanidade pela UNESCO.
Os Sailendras são considerados uma talassocracia e dominaram o Sudeste Asiático marítimo, mas grande parte do seu poder económico era proveniente da agricultura intensiva de arroz na planície de Kedu. Aparentemente a dinastia reinou não só no Reino de Matarão (ou de Medangue), em Java Central, mas também no de Serivijaia, em Sumatra.
As inscrições criadas pelos Sailendras usam três línguas: malaio antigo, javanês antigo (kawi) e sânscrito, escritas no alfabeto kavi ou pré-nagari. O uso do malaio antigo gerou especulações sobre uma possível origem sumatrense da família ou a sua ligação com Serivijaia. Por outro lado, o uso de javanês antigo sugere o seu firme estabelecimento em Java. O uso do sânscrito está geralmente associado à natureza oficial e significado religioso do evento descrito na inscrição.

### Camboja

Mapa do Império Serivijaia no período da sua maior extensão

## Sailendras em Java

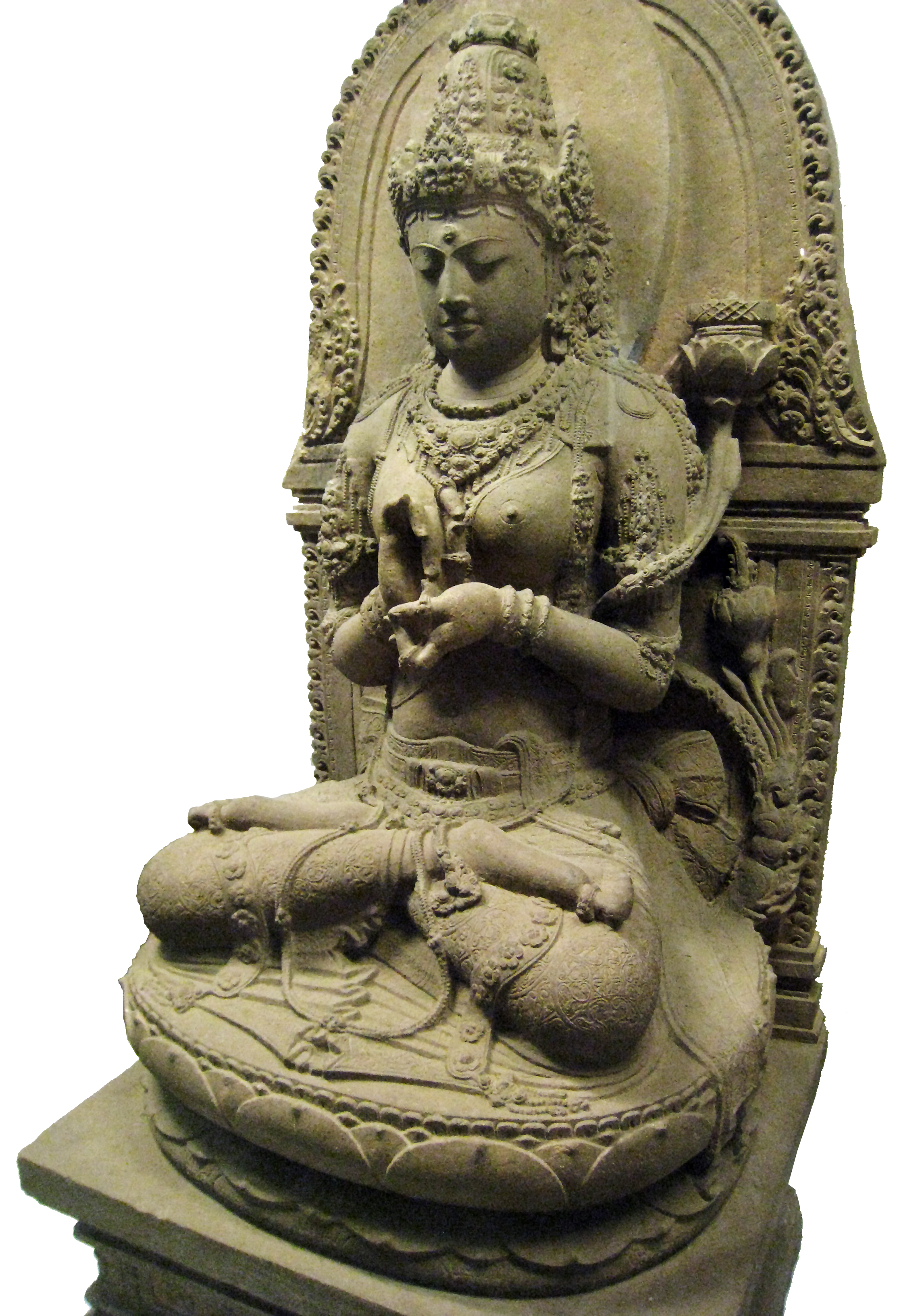
- estátua da bodisatvadevi Prajnaparamita do templo de Singhasari, Java Oriental

Obras da Dinastia Sailendra em Java
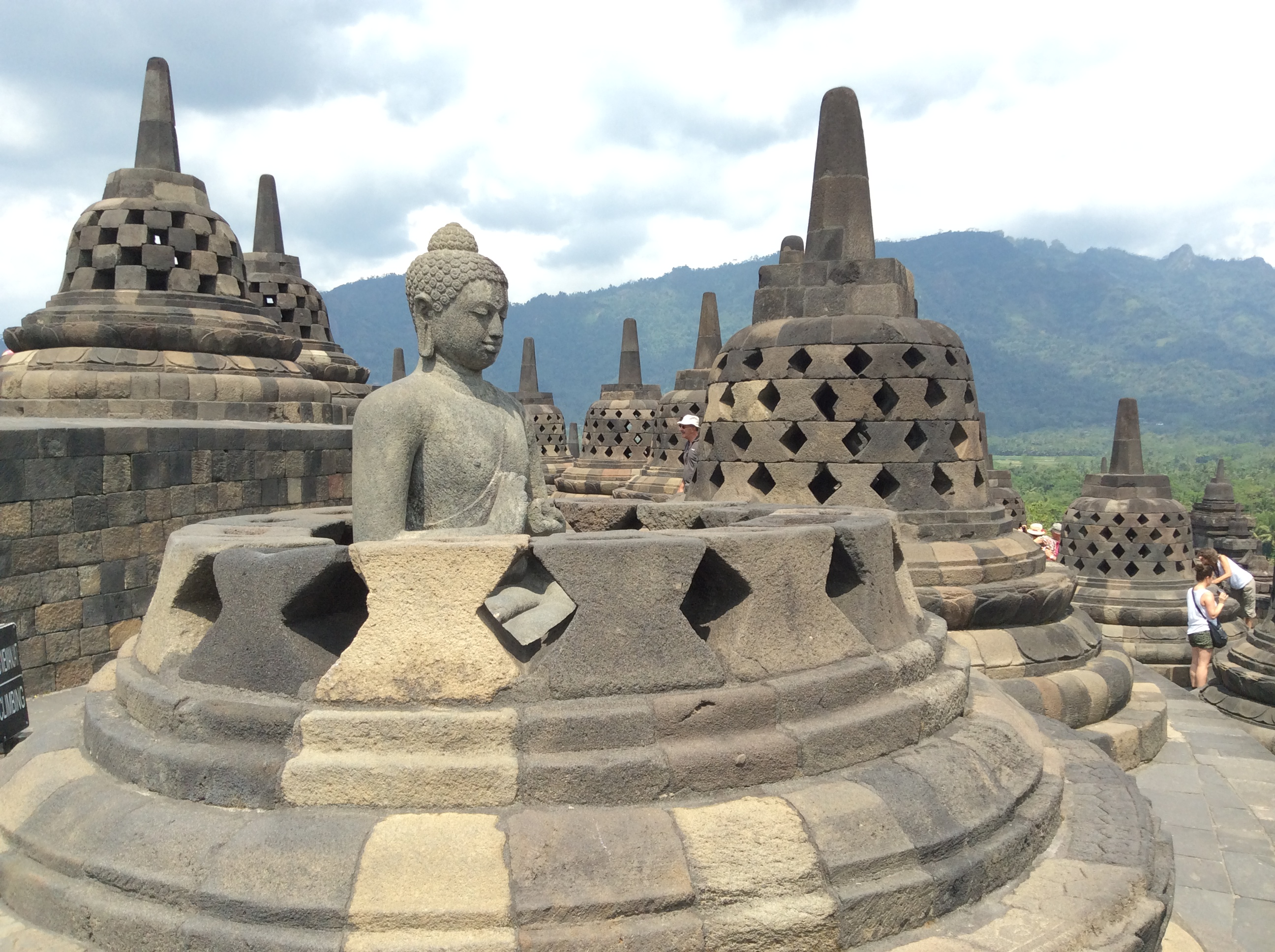
Borobudur
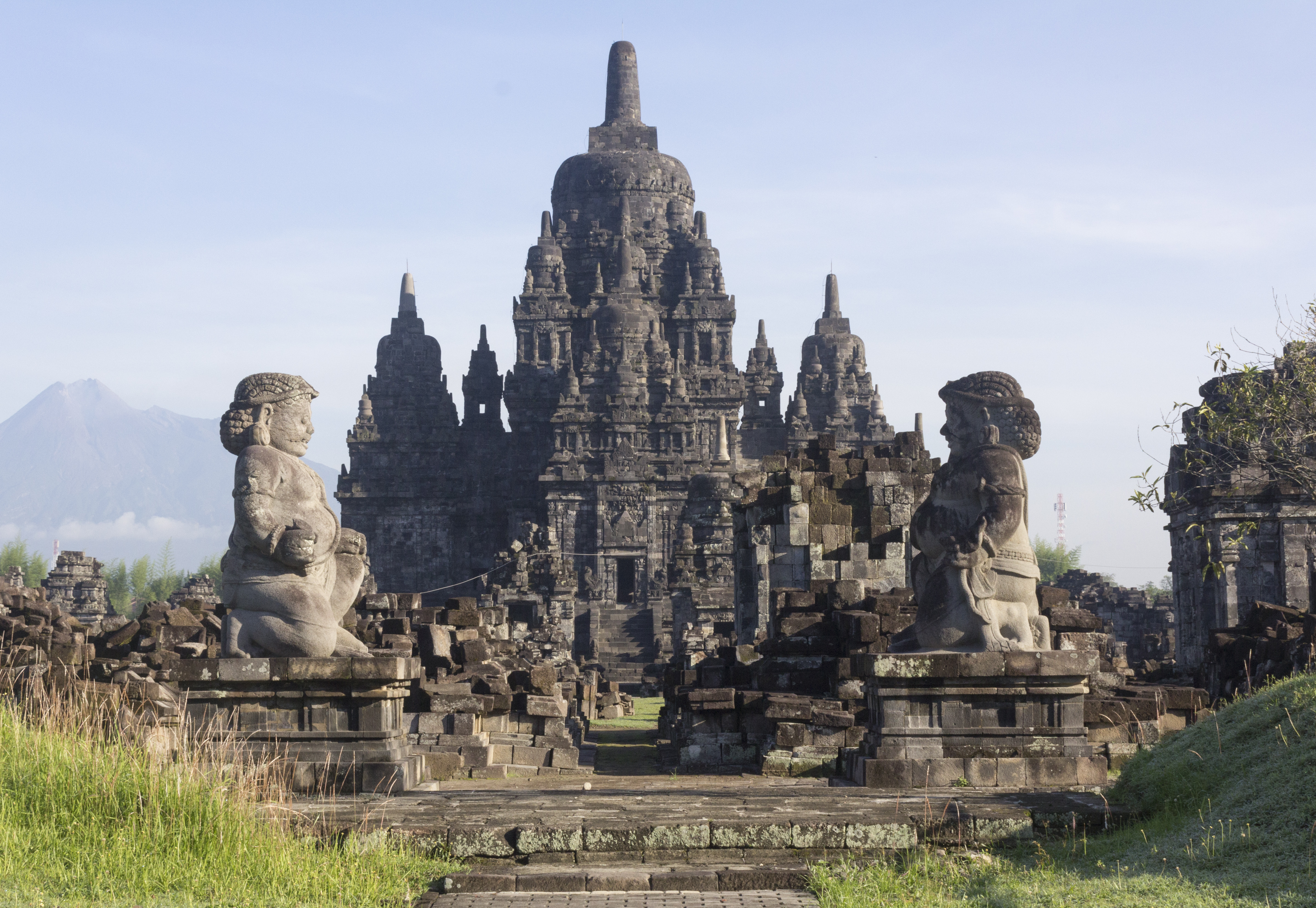
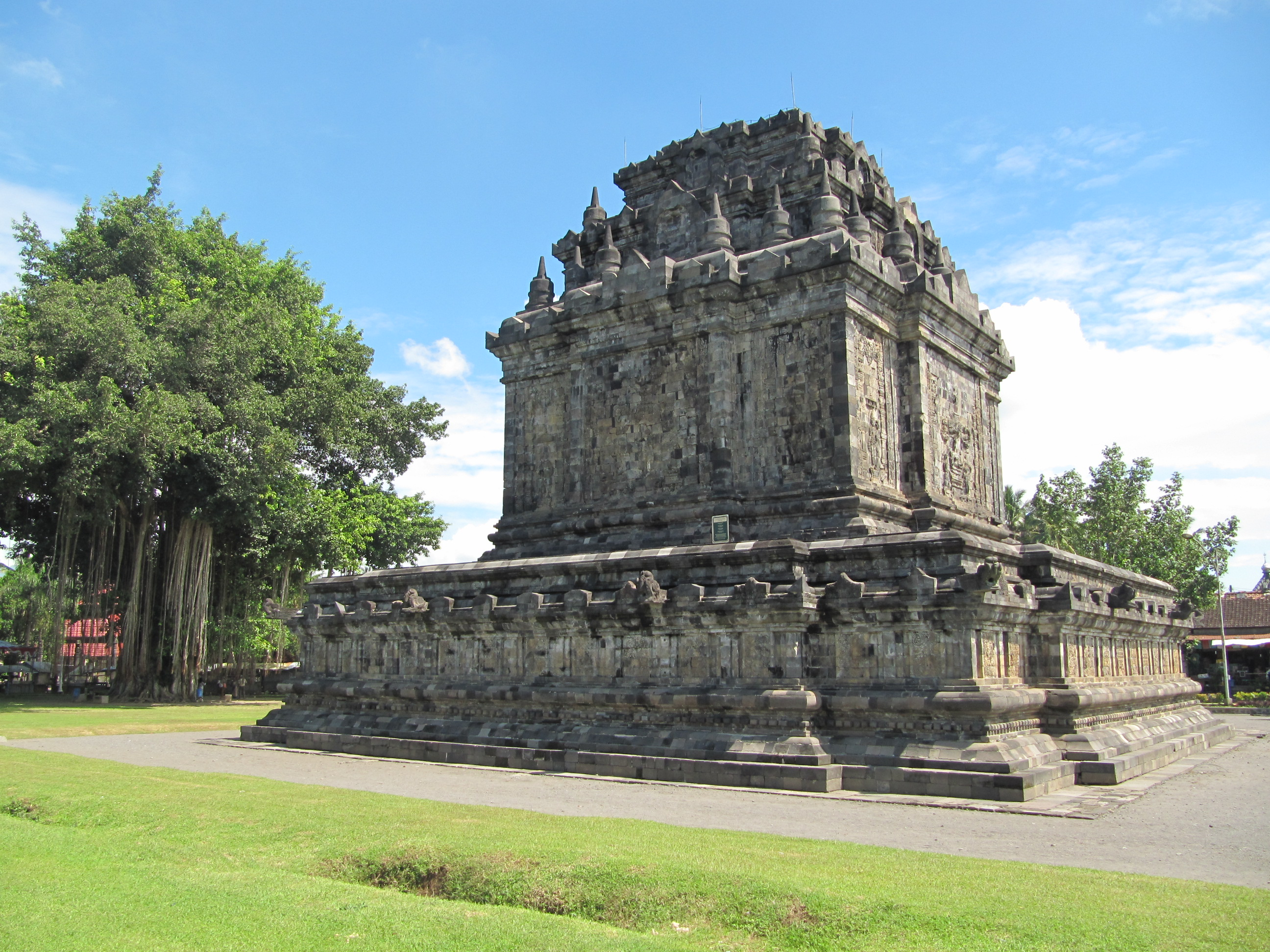
Candi Mendut
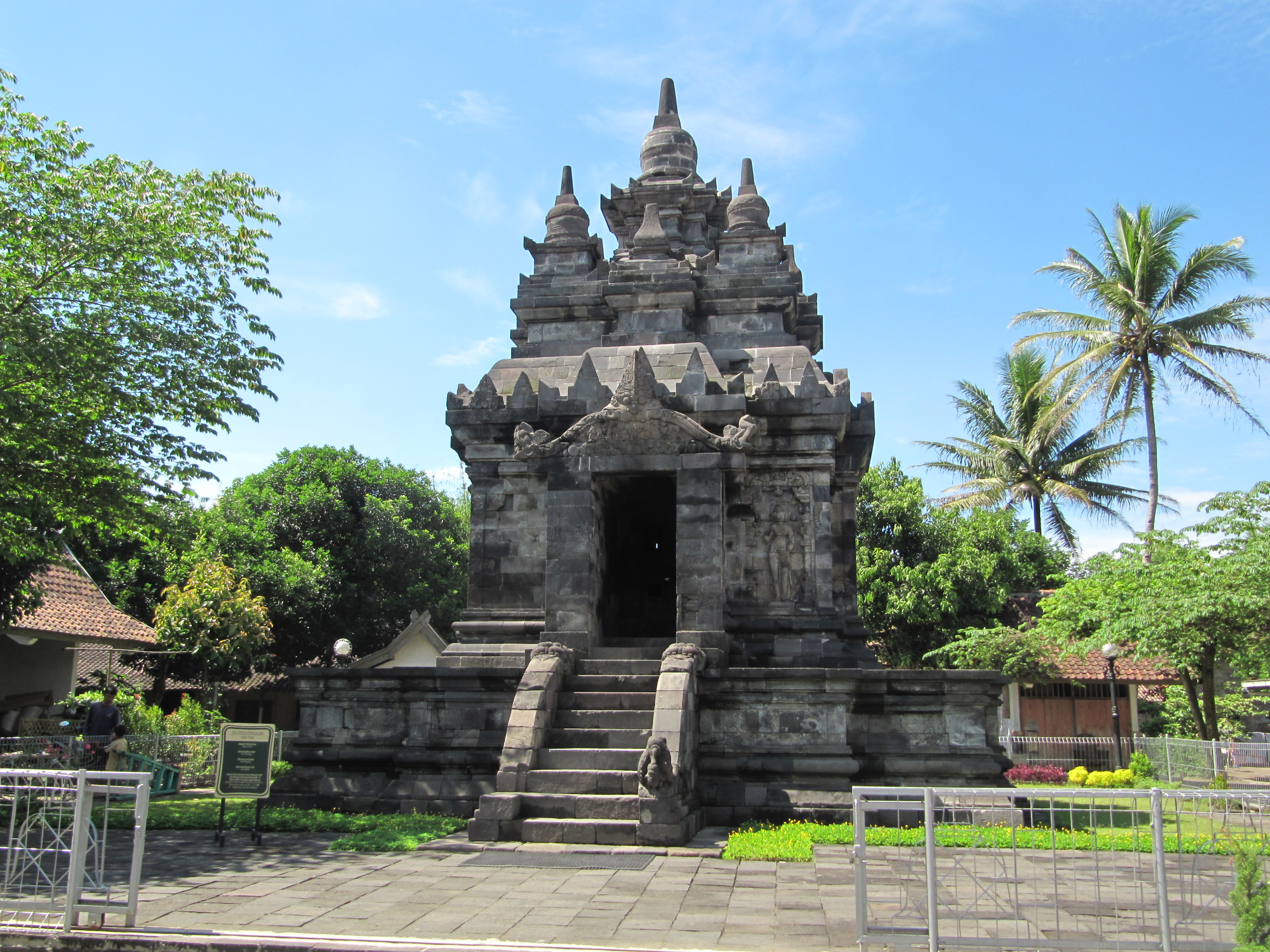
Candi Pawon

## Lista de monarcas Sailendras

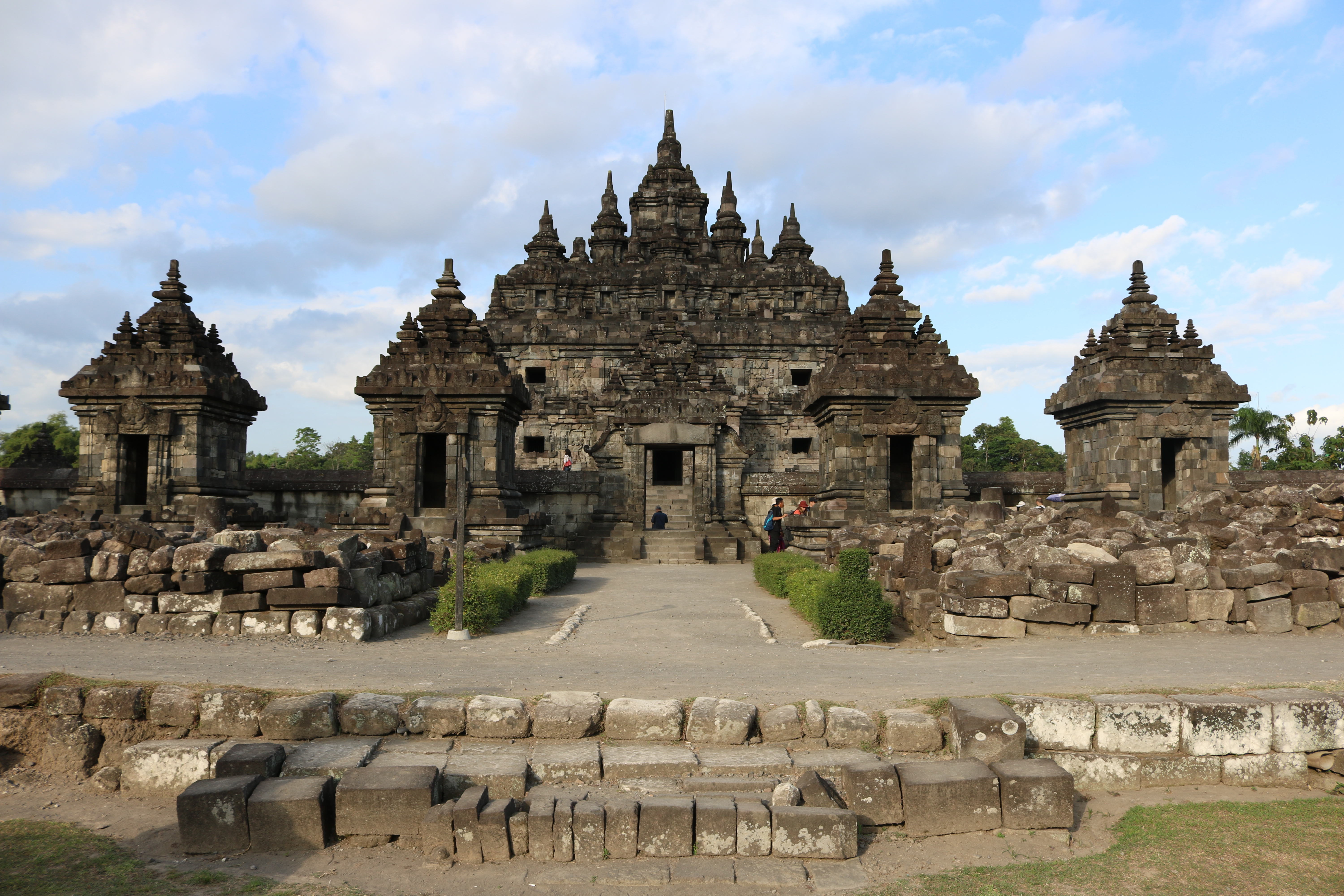